# Фигейредо, Дуду
Луис Эдуардо Фигерейдо (порт. Luiz Eduardo Figueiredo; 12 мая 1991, Куритиба, Бразилия) — бразильский футболист, полузащитник клуба «Лондрина».

## Карьера
Дуду начал играть в футбол в молодёжной системе клуба «Коритиба». В 2011 году Дуду перевели в основной состав клуба, но игроком основы он не сумел стать. За пять лет в «Коритибе», Фигерейдо сыграл только 27 игр и забил 3 гола в чемпионате. Побывав в нескольких бразильских клубах на правах аренды, Дуду покинул «Коритибу» в 2016 году. Он стал игроком крупного клуба «Флуминенсе», но и здесь ему не удалось отвоевать место в стартовом составе. В 2018 году игрок покинул родную страну и отправился в саудовский клуб «Ухуд» на правах аренды.